# Limba kinyarwanda
Kinyarwanda sau Rwanda, cunoscută oficial ca Ikinyarwanda, este o limbă bantu și limba națională a Rwandei. Este un dialect al limbii Rwanda-Rundi, care este vorbit și în părțile adiacente ale Republicii Democratice Congo și în Uganda, unde dialectul este cunoscut sub numele de Rufumbira sau Urufumbira.
Kinyarwanda este limba națională a vecinului Burundi. Kinyarwanda este limba națională a vecinului Burundi. Dialectele Kinyabwishya și Kinyamulenge sunt vorbite în provinciile Kivu de Nord și Kivu de Sud din Republica Congo vecină.
În 2010,
Academia de Limbă și Cultură din Rwanda (RALC) a fost înființată pentru a ajuta la promovarea și susținerea Kinyarwandei. Organizația a încercat o reformă ortografică în 2014, dar a fost întâmpinată cu respingere din cauza naturii lor percepute de sus în jos și politice, printre alte motive.